# Rob Morgan
Rob Morgan (New Bern, Carolina del Norte; 24 de febrero de 1973) es un actor estadounidense reconocido por su trabajo en varias series de Netflix como Daredevil, Luke Cage  y Stranger Things. También ha realizado papeles secundarios en otras series como Believe y 30 Rock. En 2019 integró el reparto de la serie de Netflix It's Bruno!

## Filmografía

### Televisión
| Año       | Título                       | Rol             | Notas           |
| --------- | ---------------------------- | --------------- | --------------- |
| 2009      | 30 Rock                      | Conductor       |                 |
| 2011      | Blue Bloods                  |                 |                 |
| 2012      | Evil, I                      | Voz             |                 |
| 2013      | A Crime to Remember          | Nathan Delaney  |                 |
| 2013      | For Colored Boys, Redemption | Benjamin Boyd   |                 |
| 2013      | Zero Hour                    |                 |                 |
| 2013      | The Married Bachelor         | Dana Wallace    |                 |
| 2014      | In Dice We Trust             | Detective Riley |                 |
| 2014      | Believe                      | Parker          | 2 episodios     |
| 2014      | The Knick                    | Diggs Man       | 2 episodios     |
| 2015-2016 | Daredevil                    | Turk Barrett    | 7 episodios     |
| 2016      | Stranger Things              | Oficial Powell  | 8 episodios     |
| 2016      | Luke Cage                    | Turk Barrett    | Invitado        |
| 2017      | Godless                      | John Randall    |                 |
| 2018      | Jessica Jones                | Turk Barrett    | Invitado        |
| 2019      | It's Bruno!                  | Harvey          | Reparto regular |

### Cine
| Año  | Título                                 | Rol                            | Notas         |
| ---- | -------------------------------------- | ------------------------------ | ------------- |
| 2006 | Sorry Ain't Enough                     | Cinque                         |               |
| 2009 | Pro-Black Sheep                        | Alex                           |               |
| 2010 | Conspiracy X                           | Gee Pa                         |               |
| 2011 | Pariah                                 | Sock                           |               |
| 2013 | The Inevitable Defeat of Mister & Pete | Cuffed Man Curtis              |               |
| 2013 | Full Circle                            | Lomatic                        |               |
| 2013 | Waltz for Monica                       | Miles Davis                    | No acreditado |
| 2014 | Early Light                            | Calvin                         |               |
| 2014 | Shelter                                | Franklin                       |               |
| 2014 | Other Plans                            | Gerry                          |               |
| 2015 | The Challenger                         | Frederick                      |               |
| 2015 | Anesthesia                             | Parnell                        |               |
| 2015 | All Hale                               | Patrice Barker                 |               |
| 2017 | Mudbound                               | Hap Jackson                    |               |
| 2017 | Fair Market Value                      | Kwik-D                         |               |
| 2017 | Wetlands                               | Sergeant Walker                |               |
| 2017 | Brawl in Cell Block 99                 | Jeremy                         |               |
| 2017 | Steps                                  | Brian Coleman                  |               |
| 2018 | The Week Of                            | Cousin Marvin                  |               |
| 2019 | The Last Black Man in San Francisco    | James Sr.                      |               |
| 2019 | Cut Throat City                        | Courtney                       | Posproducción |
| 2020 | Just Mercy                             | Herbert Richardson             | Posproducción |
| 2020 | The Photograph                         |                                | Posproducción |
| 2020 | Greyhound                              |                                | Posproducción |
| 2021 | The Unforgivable                       | Vincent Cross                  |               |
| 2021 | Don't Look Up                          | Dr. Clayton "Teddy" Oglethorpe |               |
| 2022 | Smile                                  | Robert Talley                  |               |